# La Reverdie
La Reverdie è un gruppo vocale-strumentale italiano che esegue musiche polifoniche medioevali e rinascimentali.

## Il gruppo
Il complesso nasce nel 1986 a partire da un nucleo precedente fondato dalla cantante arpista Raffaella de Mircovich affiancata dai liutisti Claudia Caffagni e Maurizio Da Col. Nel 1987 Maurizio Da Col, più orientato verso la musica rinascimentale, lascia spazio a Elisabetta de' Mircovich, viellista e cantante (sorella di Raffaella) e alla flautista Livia Caffagni (sorella della succitata Claudia e già pilastro del nucleo primigenio). Le giovani artiste decidono di creare un ensemble per la riscoperta della musica polifonica dal X al XIV secolo, allora poco eseguita da musicisti italiani.
Le loro esecuzioni sono basate sullo studio filologico delle partiture, con l'intento di ricreare nel pubblico le atmosfere ed i suoni, sia vocali che strumentali, del tempo in cui le musiche vennero scritte. A questo fine anche gli aspetti visivi, come i costumi e ambientazione, sono particolarmente curati, e questo è uno dei tratti distintivi che caratterizza le performance del gruppo fin dai suoi esordi.
Col tempo il gruppo si è ampliato e a partire dal 1991 ha visto l'ingresso stabile del cornettista Doron D. Sherwin e occasionalmente di altri musicisti in funzione del repertorio che si voleva proporre.
Oggi La Reverdie è uno dei gruppi italiani specializzati nel repertorio medievale più noti in campo internazionale e svolge una intensa attività concertistica esibendosi regolarmente nei festival più prestigiosi dei principali paesi europei. Ha inciso 18 dischi, di cui 15 con la casa discografica Arcana in collaborazione con la WDR.

## I componenti
- Elisabetta de Mircovich - Canto, viella
- Claudia Caffagni - Canto, liuto, salterio
- Livia Caffagni - Canto, Flauti, viella
- Doron David Sherwin - Canto, cornetto

## Festival
Fra i più importanti a cui ha partecipato il gruppo si ricordano:
- Festival Cusiano di Musica Antica (San Giulio d'Orta 1987, 1988, 1991, 1992, 1994, 1995, 1997, 2000, 2003, 2007)
- Il Canto delle Pietre (Autunno Musicale di Como 1990, 1993, 1994, 1996, 1998, 2001, 2007)
- Tage alter Musik in Ratisbona (1992, 2000)
- Festival van Vlaanderen (Bruges, 1992, 1993, 1995, 2005, 2007)
- Netwerk voor Oude Muziek (Utrecht, 1994, 2004)
- Festival de Mùsica antiga (Barcellona, 1995)
- Gesellschaft der Musikfreunde (Vienna, 1996)
- Semana de Musica Antigua (Burgos, 1997)
- Festival de San Sebastian (2009)
- Rhein-Renaissance ‘97 (Colonia 1997)
- Rencontres Internationales de Musique Médiévale (Thoronet)
- Festival Musicale Estense (Modena 1999, 2002, 2003, 2004, 2007, 2014)
- Settembre Musica (Torino, 1997, 1999)
- MiTo (Milano/Torino 2006, 2012)
- Trigonale (Austria, 2009, 2015)
- I Concerti del Quirinale (2002)
- Settimane Musicali di Stresa (2002, 2009)
- Festival Musique en Catalogne Romane (Perpignano, 2004)
- Festival Pergolesi-Spontini (Jesi, 2005)
- Ravenna Festival (2005, 2007, 2015)
- York Early Music Festival (2008)

## Discografia
- 1990 - Bestiarium. Animals and Nature in Medieval Music (Nuova Era/Cantus, C-9601)
- 1993 - Speculum Amoris. Lyrique de l'Amour Médiéval du mysticisme à l'érotisme (Arcana, A336)
- 1993 - O tu chara sciença. Musique de la pensée Médiévale (Arcana, A332)
- 1994 - Laude di Sancta Maria. Veillée de chants de devotion dans l'Italie des Communes (Arcana, A034)
- 1996 - Suso in Italia bella. Musique dans les cours et cloîtres de L'Italie du Nord (Arcana, A320)
- 1997 - Historia Sancti Eadmundi. De la liturgie dramatique au drame liturgique (Arcana, A346)
- 1998 - Insula feminarum. Résonances médiévales de la Féminité Celte (Arcana, A311)
- 1998 - La nuit de Sant Nicholas. Le culte de Saint Nicholas dans la musique Médiévale (Arcana, A072)
- 1999 - Legenda Aurea. Laudes des Saints au Trecento italien (Arcana, A304)
- 2000 - La Reverdie en concierto. Festival Internacional de Santander (RTVE/Musica-Radiotelevision Española, 65131)
- 2001 - Nox-Lux. Lumière de vie & tenèbre de mort (Arcana, A307)
- 2003 - Guillaume Du Fay, Voyage en Italie (Arcana, A317)
- 2003 - Hildegard von Bingen, Sponsa Regis. La victoire de la Vierge dans l'oeuvre d'Hildegard de Bingen (Arcana, A314)
- 2005 - Jacopo da Bologna, Madrigali e cacce (Arcana, A327)
- 2006 - Guillaume Dufay, Missa Sancti Jacobi (Arcana, A342)
- 2009 - Carmina Burana. Sacri Sarcasmi (Arcana, A353)
- 2013 - I Dodici Giardini. Cantico di Santa Caterina da Bologna (Arcana, A367)
- 2014 - Laudarium: Songs of popular devotion from 14th Century Italy (Arcana, A379)
- 2015 - Venecie Mundi Splendor: Marvels of medieval Venice - Music for the doges, 1330-1430 (Arcana, A387)
- 2019 - Francesco Landini: L'occhio del Cor (Arcana, A462)
- 2022 - Lux Laetitiae. Splendors of Marian Cult in Early Renaissance Ferrara (Arcana 526)